# Gouvernement Bertrand
 (janvier 2025).
La mise en forme du texte ne suit pas les recommandations de Wikipédia : il faut le « wikifier ».
Les points d'amélioration suivants sont les cas les plus fréquents. Le détail des points à revoir est peut-être précisé sur la page de discussion.
- Les titres sont pré-formatés par le logiciel. Ils ne sont ni en capitales, ni en gras.
- Le texte ne doit pas être écrit en capitales (les noms de famille non plus), ni en gras, ni en italique, ni en « petit »…
- Le gras n'est utilisé que pour surligner le titre de l'article dans l'introduction, une seule fois.
- L'italique est rarement utilisé : mots en langue étrangère, titres d'œuvres, noms de bateaux, etc.
- Les citations ne sont pas en italique mais en corps de texte normal. Elles sont entourées par des guillemets français : « et ».
- Les listes à puces sont à éviter, des paragraphes rédigés étant largement préférés. Les tableaux sont à réserver à la présentation de données structurées (résultats, etc.).
- Les appels de note de bas de page (petits chiffres en exposant, introduits par l'outil «  Source ») sont à placer entre la fin de phrase et le point final[comme ça].
- Les liens internes (vers d'autres articles de Wikipédia) sont à choisir avec parcimonie. Créez des liens vers des articles approfondissant le sujet. Les termes génériques sans rapport avec le sujet sont à éviter, ainsi que les répétitions de liens vers un même terme.
- Les liens externes sont à placer uniquement dans une section « Liens externes », à la fin de l'article. Ces liens sont à choisir avec parcimonie suivant les règles définies. Si un lien sert de source à l'article, son insertion dans le texte est à faire par les notes de bas de page.
- La présentation des références doit suivre les conventions bibliographiques. Il est recommandé d'utiliser les modèles {{Ouvrage}}, {{Chapitre}}, {{Article}}, {{Lien web}} et/ou {{Bibliographie}}. Le mode d'édition visuel peut mettre en forme automatiquement les références.
- Insérer une infobox (cadre d'informations à droite) n'est pas obligatoire pour parachever la mise en page.

Pour une aide détaillée, merci de consulter Aide:Wikification.
Si vous pensez que ces points ont été résolus, vous pouvez retirer ce bandeau et améliorer la mise en forme d'un autre article.
| Gouvernement Johnson | Gouvernement Johnson | Gouvernement Bertrand | Gouvernement Bertrand | Gouvernement Bertrand | Gouvernement Bertrand | Gouvernement Bertrand | Gouvernement Bourassa | Gouvernement Bourassa |
| 28e législature      | 28e législature      | 28e législature       | 28e législature       | 28e législature       | 28e législature       | 28e législature       | 29e législature       | 29e législature       |
| 1968                 | 1968                 | 1968                  | 1969                  | 1969                  | 1969                  | 1970                  | 1970                  | 1970                  |

Le mandat du gouvernement Jean-Jacques Bertrand, devenu premier ministre du Québec à la suite de la mort de son prédécesseur Daniel Johnson, s'étendait du 26 septembre 1968 au 12 mai 1970.

## Caractéristiques
La mort de Daniel Johnson annonce le glas du gouvernement de l'Union nationale. Mise à part l'achèvement des réformes commencées sous son prédécesseur (création de l'UQAM, abolition du Conseil législatif, SOQUIP), Jean-Jacques Bertrand n'innove pas en matière gouvernementale. Il amorce même un retour en arrière en abandonnant l'offensive menée par Johnson, tant sur le plan constitutionnel que dans le domaine des relations internationales.
Au cours de son année et demie de gouvernement, le premier ministre voit ses supporteurs nationalistes passer du côté du Parti québécois. Quant aux fédéralistes, ils préfèrent faire confiance au Parti libéral et à son nouveau chef Robert Bourassa. L'adoption de la loi 63, permettant le libre choix de la langue d'enseignement, précipite l'affaiblissement du régime. Pendant la campagne électorale du printemps 1970, et bien qu'étant au pouvoir, c'est l'Union nationale qui possède la moins bonne organisation électorale dans les trois principaux partis politiques qui s'affrontent. Bien qu'obtenant moins de votes que le P.Q., il fait cependant élire davantage de députés, mais son déclin s'annonce irrémédiable.

## Chronologie
- 2 octobre 1968 : assermentation du cabinet Bertrand devant le lieutenant-gouverneur Hugues Lapointe.
- 8-12 octobre 1968 : début de la grève générale de plusieurs cégeps et départements universitaires. Les étudiants demandent une 2e université de langue française à Montréal, à cause du nombre très important de jeunes allant obtenir, pour la première fois, un DEC général. Aussi on demande une réforme des prêts et bourses et l'abolition des présences obligatoires au cégep.
- 21 octobre 1968 : manifestation de 10000 étudiants à Montréal. D'autres associations se joignent à la grève. Trois cégeps décrètent un lock-out.
- 12-14 octobre 1968 : congrès de fondation du Parti québécois. René Lévesque en est le premier chef.
- 28 octobre 1968 : fin de la grève de presque toutes les associations étudiantes. Pour négocier avec les étudiants, le gouvernement engage Bernard Landry, fondateur de l'Union générale des étudiants du Québec (UGEQ).
- 5 novembre 1968 : création du Ministère de l'Immigration
- 14 novembre 1968 : création du poste de Protecteur du citoyen par la loi du même nom, à la suite d'une rencontre de feu Daniel Johnson avec l'Ombudsman de Suède, le pays créateur de ce concept.
- 26 novembre 1968 : adoption de la loi abolissant le Conseil législatif. L'Assemblée législative prend le nom d'Assemblée nationale du Québec.
- 5 décembre 1968 : dépôt de la loi 85, garantissant leurs droits linguistiques à la minorité anglophone. 3000 personnes manifestent devant le Parlement et brisent quelques fenêtres. Devant le tollé général, le gouvernement Bertrand préfère la retirer pour le moment.
- 9 décembre 1968 : création de la Commission d'enquête sur la situation de la langue française et des droits linguistiques au Québec, alias Commission Gendron.
- 10 décembre 1968 : adoption de la loi créant l'Université du Québec.
- 24 janvier 1969 : Jean-Guy Cardinal signe avec la France des ententes relatives à la coopération dans les domaines des télécommunications, des investissements et des échanges industriels.
- 29 janvier - 11 février 1969 : occupation du centre informatique de l'Université Sir George Williams par une centaine d'étudiants noirs accusant le prof Perry Anderson de racisme. Ils finissent par mettre le feu aux ordinateurs et en jeter une partie par la fenêtre du 9e étage. Il y a eu 97 arrestations[1].
- 28 mars 1969 : manifestation pour un McGill français à Montréal.
- mars 1969  : l'UGEQ se saborde.
- 13 juin 1969 : loi 30 créant la Régie de l'assurance maladie du Québec (RAMQ).
- 19 septembre 1969 : Jacques Parizeau rallie le Parti québécois.
- 7 octobre 1969 : Lors de la grève des policiers et des pompiers de la ville, une émeute éclate à Montréal. Le garage d'autobus Murray Hill est attaqué par des chauffeurs de taxi mécontents de leur monopole pour desservir l'aéroport de Dorval. Le rez-de-chaussée de l'Hôtel Reine-Élizabeth est pillé. Les futurs felquistes Jacques Lanctôt et Marc Carbonneau font partie du Mouvement de Libération du Taxi (MLT).
- 23 octobre 1969 : Jean-Guy Cardinal dépose le projet de loi 63 visant à promouvoir la langue française. En fait, il s'agit du frère jumeau de l'ancien projet de loi 85, car il maintient le libre choix de chaque citoyen pour la langue d'enseignement.
- 26 octobre 1969 : une centaine d'associations québécoises forment un Front commun du Québec français dans le but de contrer le nouveau projet de loi.
- 31 octobre 1969 : 40,000 personnes manifestent contre la loi 63 devant le Parlement. Des désordres s'ensuivent : il y a 40 blessée et 70 arrestations.
- 20 novembre 1969 : la loi 63 est finalement adoptée.
- 28 novembre 1969 : adoption de la loi créant la SOQUIP (Société québécoise d'initiatives pétrolières).
- 17 janvier 1970 : Robert Bourassa succède à Jean Lesage comme chef du Parti libéral du Québec.
- 6 février 1970 : lancement officiel de Loto-Québec.
- 12 mars 1970 : Bertrand annonce des élections générales pour le 29 avril.
- 27 avril 1970 : les médias annoncent que 9 camions de la Brinks, remplis de valeurs mobilières et gardés par 30 policiers armés, ont quitté le siège de la fiducie Trust Royal à Montréal pour Toronto. C'est le coup de la Brinks dont le but est de faire croire aux électeurs qu'il y aura une fuite des capitaux s'ils élisent le P.Q. à la tête du gouvernement.
- 29 avril 1970 : le P.L.Q. remporte l'élection avec 45 % du vote et 72 des 108 circonscriptions. Le P.Q., avec 23 % du vote, n'obtient que 7 comtés. L'Union nationale remporte 17 comtés, mais seulement 19 % des électeurs ont voté pour le parti au pouvoir.

## Composition

### Composition initiale (2 octobre 1968)
| Fonction                                                                                | Titulaire | Titulaire                 | Parti |
| --------------------------------------------------------------------------------------- | --------- | ------------------------- | ----- |
| Premier ministre Ministre des Affaires fédérales-provinciales Ministre de la Justice    |           | Jean-Jacques Bertrand     | UN    |
| Ministre des Affaires culturelles                                                       |           | Jean-Noël Tremblay        | UN    |
| Ministre des Affaires municipales                                                       |           | Robert Lussier            | UN    |
| Ministre de l'Agriculture et de la Colonisation                                         |           | Clément Vincent           | UN    |
| Ministre de l'Éducation                                                                 |           | Jean-Guy Cardinal         | UN    |
| Ministre de la Famille et du Bien-être social Ministre de la Santé                      |           | Jean-Paul Cloutier        | UN    |
| Ministre des Finances Ministre des Institutions financières, Compagnies et Coopératives |           | Paul Dozois               | UN    |
| Ministre de l'Industrie et du Commerce                                                  |           | Jean-Paul Beaudry         | UN    |
| Ministre du Revenu                                                                      |           | Raymond Johnston          | UN    |
| Ministre des Richesses naturelles                                                       |           | Paul Allard               | UN    |
| Secrétaire de la province                                                               |           | Yves Gabias               | UN    |
| Ministre des Terres et Forêts                                                           |           | Claude-Gilles Gosselin    | UN    |
| Ministre du Tourisme, de la Chasse et de la Pêche                                       |           | Gabriel Loubier           | UN    |
| Ministre des Transports et des Communications                                           |           | Fernand Lizotte           | UN    |
| Ministre du Travail                                                                     |           | Maurice Bellemare         | UN    |
| Ministre des Travaux publics                                                            |           | Armand Russell            | UN    |
| Ministre de la Voirie                                                                   |           | Fernand-Joseph Lafontaine | UN    |
| Ministres d'État                                                                        |           |                           |       |
| Ministre d'État à la Fonction publique                                                  |           | Marcel Masse              | UN    |
| Ministre d'État                                                                         |           | Roch Boivin               | UN    |
| Ministre d'État                                                                         |           | Francis Boudreau          | UN    |
| Ministre d'État                                                                         |           | Edgar Charbonneau         | UN    |
| Ministre d'État                                                                         |           | Armand Maltais            | UN    |
| Ministre d'État                                                                         |           | François-Eugène Mathieu   | UN    |
| Ministre d'État                                                                         |           | Jean-Marie Morin          | UN    |

### Remaniements et ajustements subséquents

#### Remaniement du 10 octobre 1968
- Yves Gabias est nommé ministre des Institutions financières, Compagnies et Coopératives ;
- Rémi Paul est nommé secrétaire de la province ;
- Armand Maltais est nommé solliciteur général ;
- Marcel Masse est également nommé ministre d'État délégué à l'Office de développement de l'Est du Québec.

#### Ajustements de décembre 1968
- Le 3 décembre Yves Gabias est également nommé au poste nouvellement créé de ministère de l'Immigration ;
- Le 11 décembre Jean-Guy Cardinal est nommé vice-premier ministre du Québec ;
- Le 18 décembre Maurice Bellemare devient ministre du Travail et de la Main-d'oeuvre.

#### Remaniement du 23 mars 1969
- Mario Beaulieu : ministre de l'Immigration.

#### Remaniement du23 juillet 1969
- Mario Beaulieu : ministre des Finances (après un intérim de 5 jours du premier ministre Jean-Jacques Bertrand) et ministre de l'Immigration;
- Marcel Masse : ministre des Affaires intergouvernementales, ministre d'État à la Fonction publique et ministre d'État délégué à l'Office de développement de l'Est du Québec ;
- Armand Maltais : ministre des Institutions financières, Compagnies et Coopératives ;
- Rémi Paul : ministre de la Justice et Secrétaire de la province.

#### Remaniement du23 décembre 1969
- Gérard Lebel : ministre des Communications ;
- Jean Cournoyer : ministre de la Fonction publique ;
- François Gagnon : ministre d'État aux Travaux publics.

#### Ajustement du21 janvier 1970
- Fernand Lizotte : ministre des Transports.

#### Ajustement du12 mars 1970
- Jean Cournoyer : ministre de la Fonction publique et ministre du Travail et de la Main-d'oeuvre.

## Sources
- Paul André Linteau, René Durocher, Jean-Claude Robert et François Ricard. Histoire du Québec contemporain, tome 2. Boral Express. 1986.
- Louis La Rochelle. En flagrant délit de pouvoir. Boréal Express. 1982.